# Філіп, герцог Единбурзький
Філі́п, ге́рцог Единбу́рзький (англ. Prince Philip, Duke of Edinburgh, 10 червня 1921, Корфу, Греція — 9 квітня 2021, Віндзор, Беркшир, Англія) — принц-консорт королеви Великої Британії Єлизавети II, принц Грецький і Данський (1921—1947), онук короля Греції Георга I з династії Глюксбургів.
Брав участь у Другій світовій війні як офіцер британського флоту, перед одруженням прийняв британське підданство і прізвище матері — Маунтбеттен. Після сходження Єлизавети на престол 1952 року зосередився на церемоніальних обов'язках та благодійності.
У принца Філіпа і королеви Єлизавети народилися четверо дітей: Чарльз (1948), принцеса Анна (1950), принц Ендрю, герцог Йоркський (1960) і принц Едвард, герцог Единбурзький (1964).
Філіп, герцог Единбурзький представляв найдовше за часом існування і найстаріше за віком подружжя панівного британського монарха і був найстарішим чоловіком британської королівської сім'ї.

## Життєпис
Філіп був п'ятою дитиною та єдиним сином принца Андрія, сина короля Греції Георга I та брата короля Костянтина, який правив того часу. Принц Андрій належав до данського дому Глюксбургів, який правив у Греції, від народження мав титул принца Грецького і Данського (англ. Prince Philip of Greece and Denmark). Його дружина, матір Філіпа, принцеса Аліса належала до роду Баттенбергів, була племінницею російської імператриці Олександри Федорівни. Філіп — правнук данського короля Кристіана IX, праправнук англійської королеви Вікторії і російського імператора Миколи I.
Після того, як 1922 року король Костянтин зрікся престолу, родину принца Андрія видворили з Греції — вони оселилися в Парижі. 1928 року Філіпа відправили до родичів у Лондон. У 1933—1935 роках він навчався в школі в Німеччині, потім — у Шотландії. У 1939—1940 роках навчався в Королівському військово-морському коледжі в Дартмуті. Після випуску отримав звання мічмана та пройшов у лавах Військово-морського флоту всю Другу світову війну, наприкінці якої був уже старшим лейтенантом.

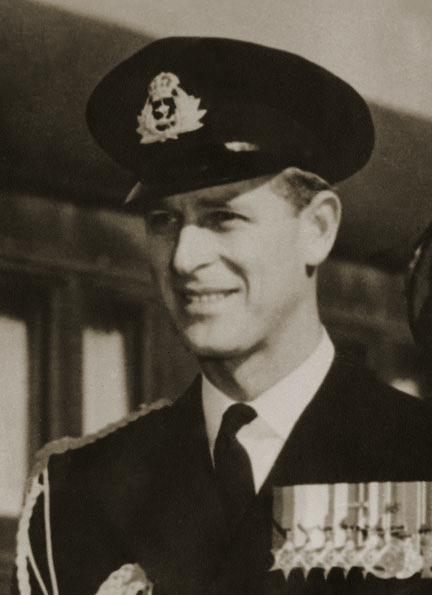
Філіп 1951 року

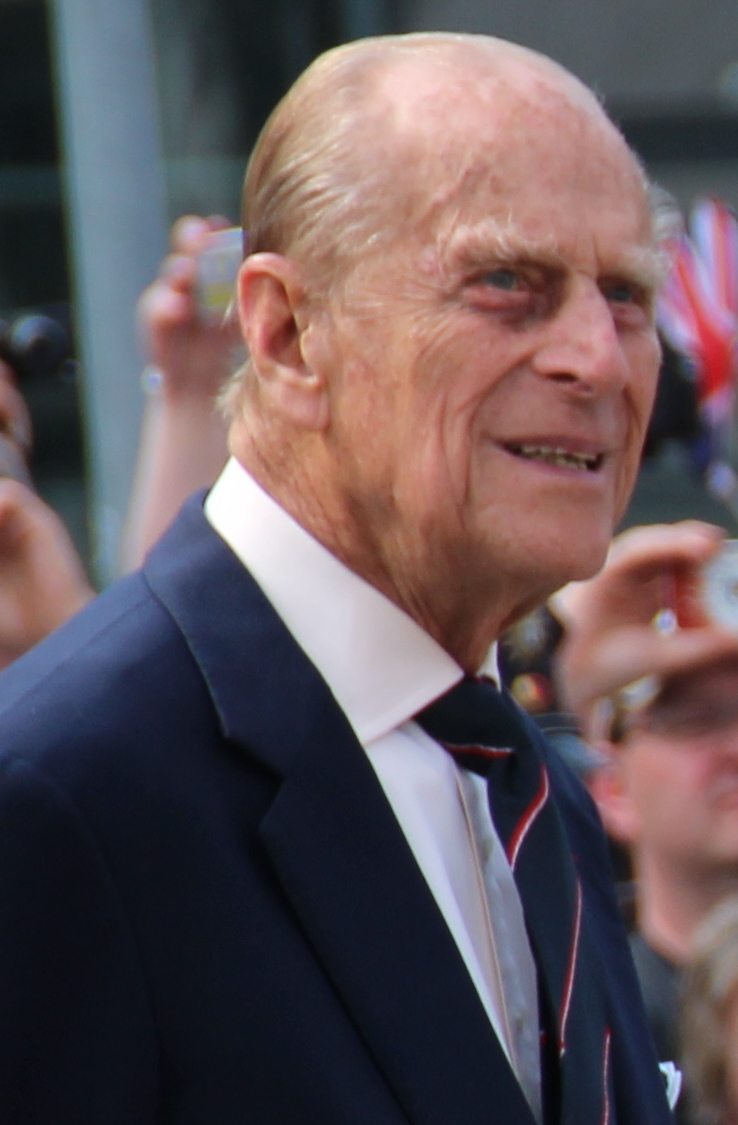
Філіп 2015 року

У період навчання в коледжі познайомився зі своїми чотириюрідними сестрами, принцесами Єлизаветою і Маргарет, які відвідували навчальний заклад разом із королем Георгом VI. Після цього між Філіпом і Єлизаветою зав'язалося листування, і 1946 року Філіп попросив у короля дозволу одружитися зі спадкоємицею престолу.
Перед укладенням шлюбу прийняв прізвище Маунтбаттен — англізовану версію прізвища матері — Баттенберг, і перейшов із грецького православ'я в англіканство. Крім того, він відмовився від титулів «принц Грецький» та «принц Данський» і прийняв британське підданство. Король Георг VI напередодні укладення шлюбу присвоїв майбутньому зятеві титул герцога Единбурзького, графа Меріонетського і барона Гринвіцького.

### Весілля
Одруження Філіпа і Єлизавети відбулося 20 листопада 1947 року. У Філіпа та Єлизавети четверо дітей: Чарльз, принц Уельський (н. 1948), принцеса Анна (н. 1950), принц Ендрю, герцог Йоркський (н. 1960) і принц Едуард, граф Вессекський (н. 1964).
До 1951 року Філіп продовжував службу на флоті. 1952 року, після смерті короля Георга VI і сходження на престол Єлизавети II, став чоловіком панівного монарха, але титул принца-консорта не прийняв. Титул принца (зазвичай присвоюють прямим нащадкам короля) присвоєно Філіпу 1957 року.
З 1952 року принц Філіп повністю присвятив себе службі королівській родині, виконуючи численні церемоніальні та благодійні обов'язки. Був покровителем близько 800 організацій. У 1964—1986 роках був президентом Міжнародної федерації кінного спорту, у 1981—1996 роках — Всесвітнього фонду дикої природи. 1973 року першим із членів британської королівської родини відвідав СРСР.
Філіп був найстарішим в історії чоловіком панівного британського монарха. 25 лютого 2013 року він став найстарішим в історії членом британської королівської сім'ї чоловічої статі (до цього рекорд належав третьому сину королеви Вікторії, принцові Артуру). Під час святкування свого 90-річчя 2011 року принц Філіп заявив про бажання обмежити свої громадські функції.

## Смерть та похорони
Докладніше: Смерть і похорони Філіпа, герцога Единбурзького
Помер 9 квітня 2021 року у Віндзорському замку. Незадовго до цього, на початку березня, принцу провели успішну операцію на серці. 17 квітня його поховали у каплиці Святого Георгія у Віндзорському замку.

## Філіп і Україна
У вересні 1973 року герцог Единбурзький з донькою Анною відвідали Київ для участі принцеси Анни в чемпіонаті Європи з кінного триборства. Для нього була підготовлена резиденція — особняк Полякова на нинішній вул. Грушевського, 22. Під час екскурсії містом королівські особи відвідали Києво-Печерську лавру, а також скуштували українські страви в ресторані «Прага».

## Ушанування пам'яті

### У кінематографі
Життя Філіпа, як члена королівської родини, було висвітлено в серіалі «Корона».

## Військові звання
Принц Філіп завершив службу на Військово-морському флоті 1951 року в чині лейтенант-командора (капітана 3-го рангу). 1952 року йому присвоїли звання командора (капітана 2-го рангу). Надалі йому присвоювали лише почесні військові звання.
Велика Британія:
- фельдмаршал (1953);
- маршал Королівських ВПС (1953);
- генерал-капітан Королівської Морської Піхоти (1 червня 1953);
- Лорд — Вищий адмірал (2011);

Австралія:
- фельдмаршал (1 квітня 1954);
- маршал Королівських Австралійських ВВС (1 квітня 1954);
- адмірал флоту (1 квітня 1954);

Нова Зеландія:
- фельдмаршал (11 червня 1977);
- адмірал флоту (11 червня 1977);
- маршал Королівських новозеландських ВВС (11 червня 1977);

## Родовід
| Предки принца Філіпа, герцога Единбурзького   | Предки принца Філіпа, герцога Единбурзького                        | Предки принца Філіпа, герцога Единбурзького                       |
| --------------------------------------------- | ------------------------------------------------------------------ | ----------------------------------------------------------------- |
| 2. Батько: Андрій, принц Данський та Грецький | 4. Дід: Георг I, король Греції                                     | 8. Прадід: Крістіан IX, король Данії                              |
| 2. Батько: Андрій, принц Данський та Грецький | 4. Дід: Георг I, король Греції                                     | 9. Прабабуся: Луїза Гессен-Кассельська                            |
| 2. Батько: Андрій, принц Данський та Грецький | 5. Бабуся: Велика Княжна Ольга Костянтинівна                       | 10. Прадід по жіночій лінії: Великий Князь Костянтин Миколайович  |
| 2. Батько: Андрій, принц Данський та Грецький | 5. Бабуся: Велика Княжна Ольга Костянтинівна                       | 11. Прабабуся по жіночій лінії: Александра Саксен-Альтенбургська  |
| 3. Мати: Принцеса Аліса Баттенбергська        | 6. Дід по жіночій лінії: Людвіг Александр Баттенберг               | 12. Прадід по жіночій лінії: Олександр Гессен-Дармштадтський      |
| 3. Мати: Принцеса Аліса Баттенбергська        | 6. Дід по жіночій лінії: Людвіг Александр Баттенберг               | 13. Прабабуся по жіночій лінії: Юлія, графиня Баттенберг          |
| 3. Мати: Принцеса Аліса Баттенбергська        | 7. Бабуся по жіночій лінії: Принцеса Вікторія Гессен-Дармштадтська | 14. Прадід по жіночій лінії: Людвіг IV, Великий Герцог Гессенский |
| 3. Мати: Принцеса Аліса Баттенбергська        | 7. Бабуся по жіночій лінії: Принцеса Вікторія Гессен-Дармштадтська | 15. Прабабуся по жіночій лінії: Принцеса Аліса Англійська         |

## Нагороди і почесні звання

### Нагороди за королівським положенням
| Держава           | Дата                | Нагорода                                   | Літери |
| ----------------- | ------------------- | ------------------------------------------ | ------ |
| Англія            | 19 листопада 1947 — | Королівський лицар ордена Підв'язки        | KG     |
| Шотландія         | 21 квітня 1952 —    | Лицар ордена Будяка                        | KT     |
| Велика Британія   | 22 травня 1953 —    | Магістр ордена Британської імперії         | GBE    |
| Велика Британія   | 10 червня 1968      | Кавалер ордена Заслуг                      | OM     |
| Нова Зеландія     | 15 листопада 1981   | Компаньон Почесного ордена королеви        | QSO    |
| Австралія         | 13 червня 1988 —    | Кавалер ордена Австралії                   | AC     |
| Папуа Нова Гвінея | 2005 —              | Королівський гранд-компаньон ордена Логоху | GCL    |

Почесні
| Держава         | Дата          | Нагорода                                         | Літери |
| --------------- | ------------- | ------------------------------------------------ | ------ |
| Велика Британія | 1937          | Коронаційна медаль короля Георга VI              |        |
| Велика Британія | 1945          | Зірка 1939—1945                                  |        |
| Велика Британія | 1945          | Атлантична Зірка                                 |        |
| Велика Британія | 1945          | Зірка Африки                                     |        |
| Велика Британія | 1945          | Бірманська Зірка з Тихоокеанською зіркою         |        |
| Велика Британія | 1945          | Зірка Італії                                     |        |
| Велика Британія | 2 червня 1953 | Коронаційна медаль Королеви Єлизавети II         |        |
| Велика Британія | 1977          | Медаль Срібного ювілею королеви Єлизавети II     |        |
| Велика Британія | 2002          | Медаль Золотого ювілею королеви Єлизавети II     |        |
| Велика Британія | 2007          | Королівський Вікторіанський ланцюг               |        |
| Велика Британія | 2012          | Медаль Діамантового ювілею королеви Єлизавети II |        |

### Інші церемоніальні нагороди
| Держава  | Дата              | Нагорода                                                 | Літери |
| -------- | ----------------- | -------------------------------------------------------- | ------ |
| Занзібар | 1963 —            | Кавалер Першого класу ордена Діамантової Зірки Занзібару |        |
| Мальдіви | 13 березня 1972 — | Кавалер Другого класу ордена Видатного Лідера            | NIIV   |
| Сінгапур | 1972 —            | Почесний кавалер ордена Тамасека                         | DUT(1) |
| Бруней   | 1972 —            | Кавалер Першого класу ордена Королівського дому          | DK     |

Почесні
| Держава | Дата | Нагорода                              | Літери |
| ------- | ---- | ------------------------------------- | ------ |
| Бруней  | 1992 | Срібна ювілейна медаль Султана Брунею |        |
| Мальта  | 1992 | Медаль 50-річчя Хреста святого Георга |        |

### Інших держав
| Держава           | Дата                | Нагорода                                                                  | Літери  |
| ----------------- | ------------------- | ------------------------------------------------------------------------- | ------- |
| Греція            | 1941 —              | Ланцюг Королівського династичного ордена Святих Георгія й Костянтина      | KSGC    |
| Греція            | 1947 —              | Великий хрест ордена Спасителя                                            | GCR     |
| Данія             | 16 листопада 1947 — | Орден Слона                                                               | RE      |
| Греція            | 1950—1975           | Великий хрест на стрічці ордена Георга I                                  | GCGI    |
| Греція            | 1950 —              | Великий хрест ордена Фенікса                                              | GCP     |
| Монако            | 1951 —              | Великий хрест ордена Святого Карла                                        |         |
| Норвегія          | 1952 —              | Великий хрест на ланцюгу ордена Святого Олафа                             |         |
| Панама            | 29 листопада 1953 — | Великий хрест ордена Манюеля Амадора Гуерреро                             |         |
| Швеція            | 1954 —              | Орден Серафимів                                                           | RSerafO |
| Ефіопія           | 1954 —              | Великий хрест на ланцюгу ордена цариці Савської                           |         |
| Португалія        | 1955 —              | Великий Хрест Військового ордена Вежі й Меча                              | GCTE    |
| Ірак              | 1956 —              | Кавалер 1 класу ордена короля Файсала I                                   |         |
| Франція           | 9 квітня 1957 —     | Великий хрест ордена Почесного легіону                                    |         |
| Італія            | 1958 —              | Великий хрест ордена «За заслуги перед Італійською Республікою»           |         |
| Нідерланди        | 26 березня 1958 —   | Великий хрест ордена Нідерландського лева                                 |         |
| Німеччина         | 1958 —              | Орден першого класу «За заслуги перед Федеративною Республікою Німеччини» |         |
| Непал             | 1960 —              | Великий хрест ордена Оясві Раянья                                         |         |
| Фінляндія         | 1961 —              | Командор Великого хреста ордена Білої троянди Фінляндії                   | SVR SR  |
| Туніс             | 1961 —              | Велика стрічка ордена Незалежності                                        |         |
| Ліберія           | 23 листопада 1961 — | Великий бант ордена Зірки Африки                                          |         |
| Колумбія          | 1962 —              | Великий хрест ордена Бояки                                                |         |
| Еквадор           | 1962 —              | Великий хрест ордена Заслуг                                               |         |
| Перу              | 1962 —              | Великий хрест з діамантами ордена Сонця                                   |         |
| Болівія           | 1962 —              | Великий хрест ордена Андского орла                                        |         |
| Чилі              | 1962 —              | Ланцюг ордена Заслуг                                                      |         |
| Бразилія          | 1962 —              | Великий хрест ордена Південного Хреста                                    |         |
| Парагвай          | 1962 —              | Великий хрест ордена Заслуг                                               |         |
| Аргентина         | 1962 —              | Великий хрест ордена Свободи генерала Сан Мартіна                         |         |
| Бельгія           | 1963 —              | Великий хрест ордена Леопольда I                                          |         |
| Ісландія          | 1963 —              | Великий хрест ордена Ісландського сокола                                  |         |
| Мексика           | 1964 —              | Ланцюг ордена Ацтекського орла                                            |         |
| Йорданія          | 1966 —              | Зірка і стрічка ордена Нахдах                                             |         |
| США               | 1968 —              | Гранд-командор ордена Морських Заслуг порту Сан-Франциско                 |         |
| Афганістан        | 1971 —              | Орден Сонця Свободи першого класу                                         |         |
| Японія            | 1971 —              | Велика стрічка ордена Хризантеми                                          |         |
| Люксембург        | 1972 —              | Орден Золотого лева Нассау                                                |         |
| Югославія         | 19 жовтня 1972—1992 | Орден Югославської зірки                                                  |         |
| Заїр              | 1973 —              | Велика стрічка ордена Леопарда                                            |         |
| Португалія        | 1973 —              | Великий хрест ордена Інфанта дона Енріке                                  | GCIH    |
| Нідерланди        | 1979 —              | Командор ордена Золотого Ковчега                                          |         |
| Оман              | 27 лютого 1979 —    | Військовий орден Омана першого класу                                      |         |
| Катар             | 22 лютого 1979 —    | Ланцюг ордена Незалежності                                                |         |
| Португалія        | 14 серпня 1979 —    | Великий хрест ордена Авіса                                                | GCA     |
| Марокко           | 29 жовтня 1980 —    | Великий хрест з діамантами ордена Мухаммада                               |         |
| Іспанія           | 19 жовтня 1986 —    | Великий хрест ордена Карлоса III                                          |         |
| Польща            | 1991 —              | Орден Білого орла                                                         |         |
| Португалія        | 27 квітня 1993 —    | Великий хрест ордена Христа                                               | GCC     |
| ОАЕ               | 2010                | Орден Федерації                                                           |         |
| Саудівська Аравія | 2010                | Великий ланцюг ордена короля Абдель-Азіза                                 |         |

### Почесні
| Держава | Дата | Нагорода                                                         | Літери |
| ------- | ---- | ---------------------------------------------------------------- | ------ |
| Греція  | 1945 | Грецький військовий хрест                                        |        |
| Франція | 1945 | Воєнний хрест з Пальмовою гілкою                                 |        |
| Судан   | 1964 | Знак Республіки першого класу                                    |        |
| Австрія | 1966 | Велика Почесна Зірка «За заслуги перед Австрійською Республікою» |        |